# Il n'y aura plus de nuit
Pour plus de détails, voir Fiche technique et Distribution.
Il n'y aura plus de nuit est un film français réalisé par Éléonore Weber et sorti en 2021.

## Synopsis
Le film analyse les formes modernes de la guerre - « Celui qui filme tue » - captées à l'aide d’enregistrements vidéo réalisés depuis des hélicoptères des armées américaines et françaises en Afghanistan, en Irak et en Syrie lors d'interventions.
Le film "documentaire" repose dans sa quasi intégralité (à l'exception de l'épilogue) sur un montage d'images en noir et blanc filmées depuis les hélicoptères par caméra thermique. S'appuyant sur le témoignage d'un tireur militaire de l'armée française, la narration en voix off décortique les modalités de cette guerre menée depuis les airs et soulève le paradoxe rencontré par ses protagonistes : « Plus on voit, moins on voit ». 
Une séquence du film reprend le raid aérien du 12 juillet 2007 à Bagdad, bavure de l'armée américaine ayant mené à la mort de 18 personnes, dont deux reporters de l'agence Reuters. La vidéo de cette intervention a été divulguée en 2010 par WikiLeaks sous le nom de « Meurtre collatéral » (Collateral Murder).  

## Fiche technique
- Titre : Il n'y aura plus de nuit
- Réalisation : Éléonore Weber
- Montage : Charlotte Tourrès, Fred Piet et Éléonore Weber
- Montage son : Carole Verner
- Société de production : Perspective Films
- Société de distribution : UFO Distribution
- Pays d'origine :  France
- Durée : 75 minutes
- Date de sortie : France - 11 mars 2020 (festival Cinéma du réel) et 16 juin 2021 (sortie nationale)

## Distribution
- Nathalie Richard : voix

## Distinctions

### Récompenses
- Mention spéciale (Prix de l'Institut français - Louis Marcorelles) au festival Cinéma du réel 2020[1]
- Mention spéciale au Festival international du film d'Amiens 2020
- Prix du Syndicat français de la critique de cinéma et des films de télévision (film singulier francophone) 2021[2]

### Sélections
- Festival IndieLisboa 2020
- L'Étrange Festival 2020